# Olena Zelenska
Olena Volodymyrivna Zelenska (født Kyjasjko; 6. februar 1978 i Kryvyj Rih i den daværende Ukrainske SSR) er en ukrainsk manuskriptforfatter. Siden 2019, som hustru til præsident Volodymyr Zelenskyj, er hun Ukraines førstedame.